# Astragalus panamintensis
Astragalus panamintensis är en ärtväxtart som beskrevs av Edmund Perry Sheldon. Astragalus panamintensis ingår i släktet vedlar, och familjen ärtväxter. Inga underarter finns listade i Catalogue of Life.